# Slawuta
Slawuta (ukrainisch und russisch Славута; polnisch Sławuta) ist eine Stadt in der Ukraine. Die Stadt liegt etwa 98 Kilometer nördlich der Oblasthauptstadt Chmelnyzkyj am Fluss Horyn gelegen. Bis Juli 2020 war sie das Verwaltungszentrum des gleichnamigen Rajons Slawuta, die Stadt selbst war jedoch kein Teil des Rajons, sondern stand unter Oblastverwaltung.

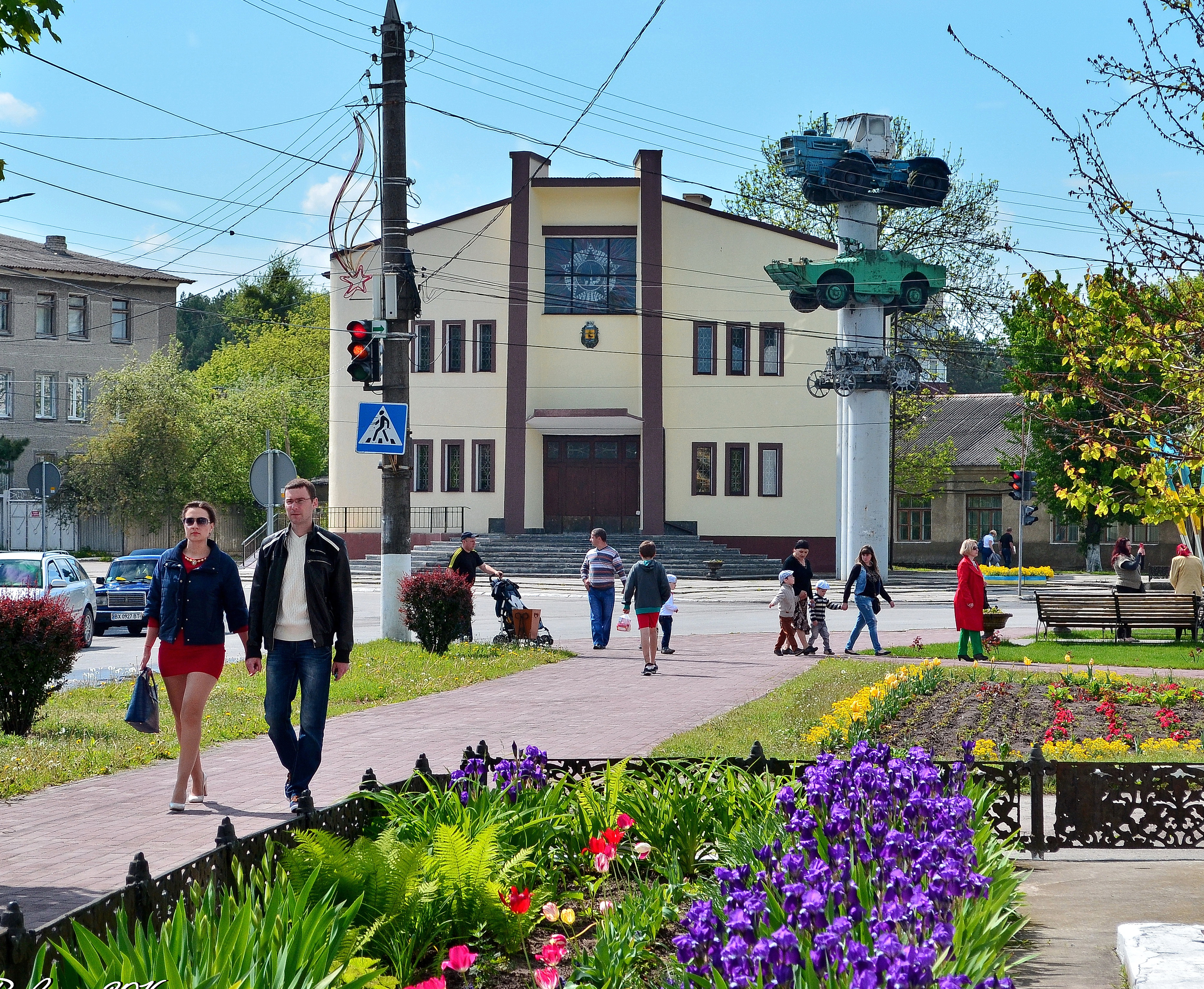
Blick in den Ort

Der Ort wurde 1633 zum ersten Mal schriftlich erwähnt und wurde stark durch die polnische Adelsfamilie Sanguszko beeinflusst, diese hatten im Ort ein großes Schloss errichten lassen. Bis 1793 gehörte der Ort innerhalb der Adelsrepublik Polen zur Woiwodschaft Wolhynien, danach kam er zum Russischen Reich und wurde in das Gouvernement Wolhynien eingegliedert. 1873 wurde nördlich des Ortes die Eisenbahnstrecke Sdolbuniw – Schepetiwka (heute Teil der Bahnstrecke Kowel–Kosjatyn) eröffnet, Slawuta bekam einen Bahnhof an dieser Strecke. 1938 bekam der Ort dann auch den Stadtstatus zuerkannt. Die große jüdische Einwohnerschaft wurde während des Zweiten Weltkriegs vollständig vertrieben oder ausgelöscht.

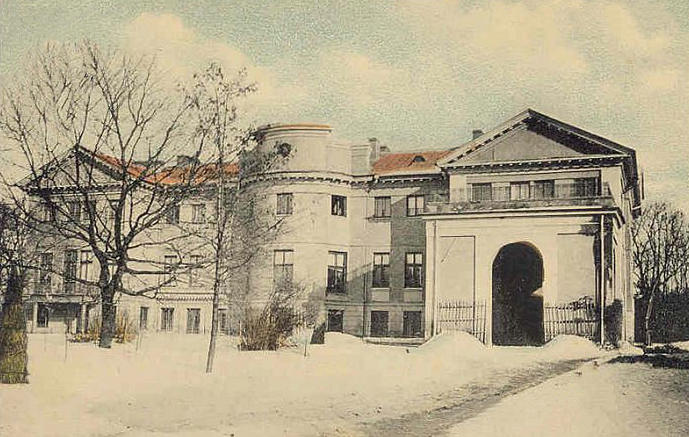
Sanguszko-Schloss im Ort, Anfang des 20. Jahrhunderts

## Verwaltungsgliederung
Am 18. September 2018 wurde die Stadt zum Zentrum der neugegründeten Stadtgemeinde Slawuta (Славутська міська громада/Slawutska miska hromada). Zu dieser zählen auch die 2 in der untenstehenden Tabelle aufgelisteten Dörfer, bis dahin bildete sie die gleichnamige Stadtratsgemeinde Slawuta (Славутська міська рада/Slawutska miska rada) unter Oblastverwaltung im Süden des ihn umgebenden Rajons Slawuta.
Am 17. Juli 2020 kam es im Zuge einer großen Rajonsreform zum Anschluss des Rajonsgebietes an den Rajon Schepetiwka.
Folgende Orte sind neben dem Hauptort Slawuta Teil der Gemeinde:
| Name                     | Name       | Name                    |
| ukrainisch transkribiert | ukrainisch | russisch                |
| ------------------------ | ---------- | ----------------------- |
| Holyky                   | Голики     | Голики (Goliki)         |
| Warwariwka               | Варварівка | Варваровка (Warwarowka) |

## Söhne und Töchter der Stadt
- Maciej Rybiński (1784–1874), polnischer General
- Henryk Rzewuski (1791–1866), polnischer Schriftsteller
- Włodzimierz Łoś (1849–1888), polnischer Maler
- Jewsei Liberman (1897–1981), sowjetischer Ökonom
- Moshé Feldenkrais (1904–1984), israelischer Physiker, Judolehrer und Begründer der Feldenkraismethode
- Oleksandr Sintschenko (1957–2010), Politiker
- Ihor Dolhow (* 1957), ukrainischer Diplomat